# Väike-Rakke
Väike-Rakke – wieś w Estonii, w prowincji Tartu, w gminie Rannu.